# Gaute Høberg Vetti
Gaute Høberg Vetti (Bergen, 1998. szeptember 2. –) norvég korosztályos válogatott labdarúgó, a Bodø/Glimt középpályása.

## Pályafutása

### Klubcsapatokban
Vetti a norvégiai Bergen városában született. Az ifjúsági pályafutását 2014-ben, a helyi Brann akadémiájánál kezdte.
2017-ben mutatkozott be a Nest-Sotra harmadosztályban szereplő felnőtt csapatában. 2018 januárjában az első osztályú Sarpsborg 08-hoz igazolt. Először a 2015. május 7-ei, Molde elleni mérkőzésen lépett pályára. Első gólját 2020. december 6-án, a Brann ellen 1–1-es döntetlennel zárult találkozón szerezte.
2022. január 8-án 3½ éves szerződést kötött a Bodø/Glimt együttesével.

### A válogatottban
2019-ben debütált a norvég U21-es válogatottban. Először 2019. szeptember 6-án, Ciprus ellen 2–1-re megnyert mérkőzésen lépett pályára.

## Statisztikák
2022. augusztus 24. szerint
| Klub         | Szezon   | Osztály     | Bajnokság | Bajnokság | Kupa  | Kupa | Nemzetközi | Nemzetközi | Összesen | Összesen |
| Klub         | Szezon   | Osztály     | Meccs     | Gól       | Meccs | Gól  | Meccs      | Gól        | Meccs    | Gól      |
| ------------ | -------- | ----------- | --------- | --------- | ----- | ---- | ---------- | ---------- | -------- | -------- |
| Nest-Sotra   | 2017     | 2. divisjon | 23        | 1         | 1     | 1    | —          | —          | 24       | 2        |
| Sarpsborg 08 | 2018     | Eliteserien | 7         | 0         | 0     | 0    | 2          | 0          | 9        | 0        |
| Sarpsborg 08 | 2019     | Eliteserien | 14        | 0         | 0     | 0    | —          | —          | 14       | 0        |
| Sarpsborg 08 | 2020     | Eliteserien | 15        | 1         | —     | —    | —          | —          | 15       | 1        |
| Sarpsborg 08 | 2021     | Eliteserien | 8         | 0         | 0     | 0    | —          | —          | 8        | 0        |
| Sarpsborg 08 | Összesen | Összesen    | 44        | 1         | 0     | 0    | 2          | 0          | 46       | 1        |
| Bodø/Glimt   | 2022     | Eliteserien | 8         | 0         | 3     | 0    | 1          | 0          | 12       | 0        |
| Összesen     | Összesen | Összesen    | 75        | 2         | 4     | 1    | 3          | 0          | 82       | 3        |

## Sikerei, díjai
Bodø/Glimt
- Eliteserien
  - Ezüstérmes (1): 2022